# Посолодино

Старинное фото

Посолодино — деревня в Плюсском районе Псковской области. Входит в сельское поселение Плюсская волость.

## География
Деревня расположена на берегу реки Чёрная, в 12 км к западу от районного центра — посёлка Плюсса.

## Население
Численность населения деревни по оценке на конец 2000 года составляла 29 жителей, по переписи 2002 года — 32 человека.

## История
В 1867 году временнообязанные крестьяне деревни выкупили свои земельные наделы у великой княгини Елены Павловны и стали собственниками земли.
До 1 января 2006 года деревня входила в состав ныне упразднённой Должицкой волости.
Между 1893 и 1901 основана Церковь Входа Господня в Иерусалим.

## Известные жители
- Кулигин, Константин Николаевич (1899—1957) — инженер-кораблестроитель, лауреат Сталинской премии (1951).